# Нидеркуны
Нидерку́ны (латыш. Nīderkūni) — микрорайон Даугавпилса (Латвия), находится в юго-западной части города.

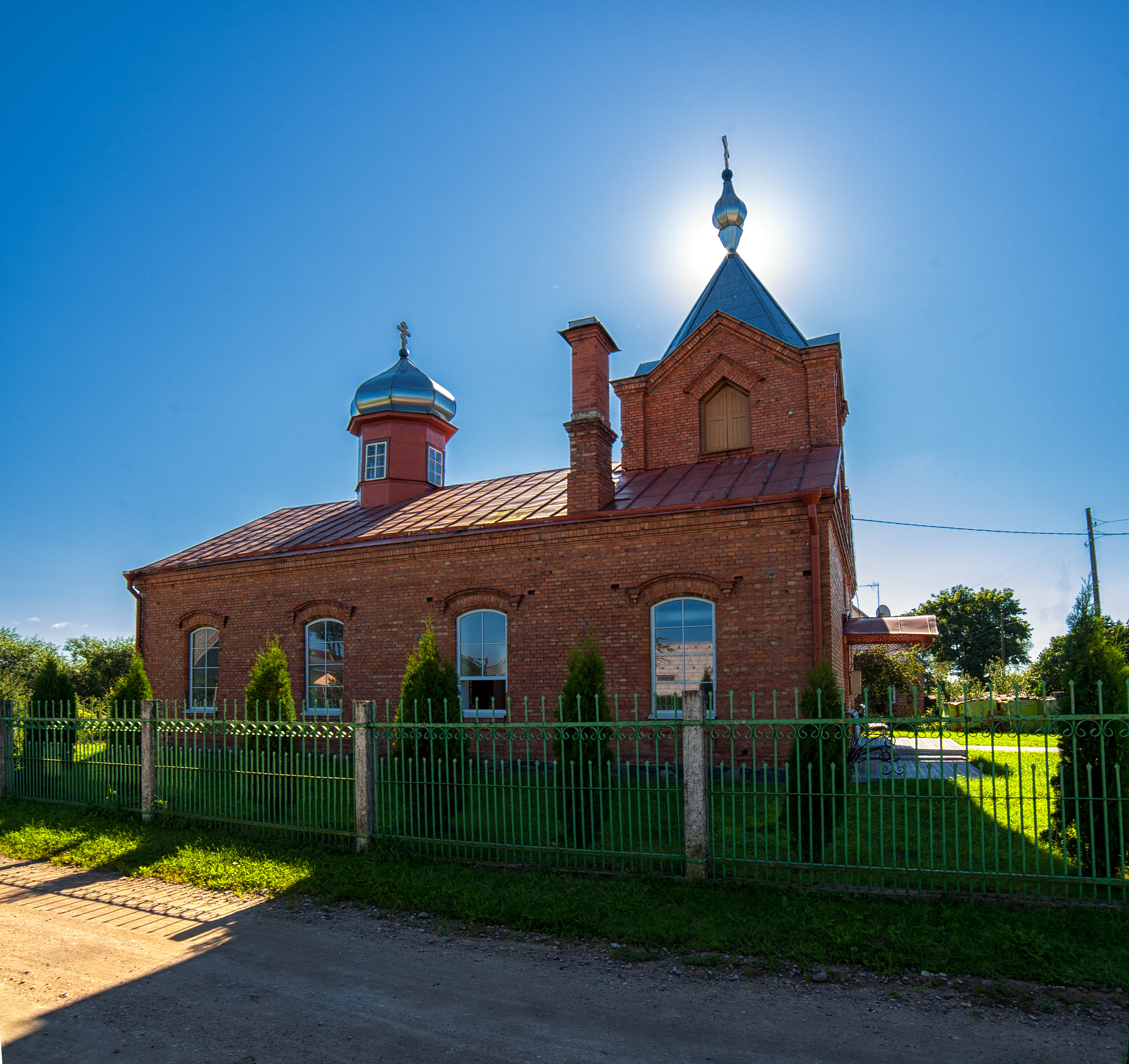
Старообрядческая моленная

Расположен между железной дорогой на Вильнюс (Петербургско-Варшавская железная дорога) и Гривой. В районе расположена старообрядческая моленная (одна из шести существующих в городе), основана в начале XX века. В 1897 году проживало 531 человек, православных — 112, римо-католиков — 219 человек. Напротив района расположена железнодорожная станция Грива (ранее до 1921 года Калкуны). Деревянная одноэтажная застройка, с Гривы в район можно попасть по ул. Коммунала. Центральной улицей района является улица Тиргоню.
Через район курсируют городские автобусные маршруты № 6 «Автовокзал — Нидеркуны» и № 7 «Автовокзал — Калкуны».